# Leonard Chess
Leonard Chess, nato Lejzor Czyz (Motal, 12 marzo 1917 – Chicago, 16 ottobre 1969), è stato un produttore discografico statunitense, originario della Polonia.
Conosciuto per essere stato il fondatore, con il fratello Phil, dell'etichetta discografica Chess Records, è stato una figura di rilievo nell'evoluzione del cosiddetto Chicago Blues conosciuto anche come electric blues, ovvero suonato con strumenti amplificati elettricamente e non, secondo la tradizione, prettamente acustici. Tra gli artisti lanciati dalla sua casa discografica figurano Muddy Waters, Bo Diddley, Little Walter, Chubby Checker, Chuck Berry, Howlin' Wolf ed Etta James.
Morì per infarto all'età di 52 anni. La sua vita è stata raccontata nel film drammatico-musicale Cadillac Records (2008), in cui la sua figura è stata impersonata dall'attore Adrien Brody. Anche il film Who Do You Love?, pure del 2008, tratta dell'ascesa (e della conseguente parabola discendente) della Chess Records.

## Biografia
Nato nella comunità ebraica di Motal, in Polonia (oggi territorio della Bielorussia), all'età di undici anni si trasferì con i genitori, con il fratello Fiszel e con la sorella Malka a Chicago, Illinois. La famiglia cambiò il cognome in Chess, con Lejzor che divenne Leonard mentre Fiszel prese come nome Phil.
Nel 1946, con l'apertura del Macomba Lounge, nightclub per avventori di colore nel quartiere sud di Chicago, Leonard e Phil entrarono nel giro della musica blues. L'anno successivo, Leonard fu associato alla Aristocrat Records, aumentando ben presto le sue quote nella casa discografica, fino a giungere a detenerne il controllo assieme al fratello.
I Chess cambiarono la linea musicale della casa, passando dal classico black pop, jazz e altri generi ad un blues di genere più classico, del tipo di quello praticato da Muddy Waters. Nel 1950, i fratelli Chess cambiarono il nome dell'etichetta in Chess Records. My Foolish Heart (di Gene Ammons), Rollin' Stone (di Muddy Waters) e That's All Right (di Jimmy Rogers) furono i primi singoli distribuiti dalla nuova etichetta.
Lo stesso Leonard Chess, alla grancassa, fu tra i turnisti che accompagnarono Waters in una delle prime sessioni di registrazione, nel 1951.

## Il lancio di nuovi artisti
Chess si rivolse a Sam Phillips (della Sun Records) per chiedergli se avesse musicisti a cui far incidere dischi. Phillips ne indicò alcuni, fra cui Howlin' Wolf, Rufus Thomas Doctor Ross. Fra questi, Howlin' Wolf in particolare acquistò rapidamente popolarità e la Chess Records ebbe a contrastare la concorrenza di altre case discografiche che vantano in qualche modo dei diritti di opzione su quell'artista. Altri importanti musicisti e cantanti furono assimilati comunque alla casa discografica. Fra essi, Bo Diddley e Sonny Boy Williamson, mentre Willie Dixon assunse un ruolo importante dietro le quinte, con la scrittura di numerosi motivi che avrebbero raggiunto il successo.
Negli anni cinquanta, la Chess Records potenziò il suo nome con l'arrivo di Little Walter, The Moonglows, The Flamingos e di Chuck Berry; nel decennio successivo, con quelli di Etta James, Fontella Bass, Koko Taylor, Little Milton, Laura Lee e Tommy Tucker, spesso utilizzati per le sottoetichette Checker, Argo e Cadet. Sempre negli anni sessanta, la Chess Records passò ad incidere dischi di altri generi musicali, come il gospel, il traditional jazz, dischi con lettura di testi, commedie, ecc.. Contestualmente, la casa discografica entrò nel settore delle radiodiffusioni con l'acquisizione di parte della stazione radio WVON-AM e, successivamente, della WSDM-FM, entrambe con sede a Chicago.
Nell'ottobre 1969, pochi mesi dopo aver venduto il marchio alla General Recorded Tape, Leonard Chess morì per un attacco cardiaco.
Lo storico dell'industria discografica John Broven ha scritto fra l'altro che "Leonard Chess può essere considerato come la dinamo che ha mosso la Chess Records, l'etichetta che, assieme alla Atlantic Records e alla Sun Records, ha rivoluzionato il mondo dell'industria discografica indipendente. In particolare, ha il merito di aver ideato standard originali per la promozione di nuovi artisti, in un'industria in grado di fare sistema tanto nella promozione quanto nella commercializzazione di nuovi talenti,"